# (501581) 2014 OB394
2014 أو بي 394 (ويعرف أيضًا باسم (501581) 2014 أو بي 394 وفق تسمية الكوكب الصغير) (بالإنجليزية: 2014 OB394)‏ هو كويكب ضمن حزام الكويكبات؛ وترتيبه 501581 من حيث الاكتشاف.
اكتُشف هذا الجُرم الفلكي بواسطة مقراب بان ستارز في 2014.

## وصلات خارجية
- (501581) 2014 OB394 في قاعدة بيانات مختبر الدفع النفاث لأجرام النظام الشمسي الصغيرة

- الاكتشاف · مخطط المدار ·  العناصر المدارية · المعلمات المادية

- (501581) 2014 OB394 على موقع ويكي سكاي: DSS2, SDSS, GALEX, IRAS, Hydrogen α, X-Ray, Astrophoto, Sky Map, Articles and images

قالب:الكواكب الصغيرة: 501001–502000